# Glee: The Music, Journey to Regionals
Glee: The Music, Journey to Regionals é um extended play que contém canções apresentadas no episódio "Journey", o último da primeira temporada da série Glee. Foi lançado em 8 de junho de 2010, mesmo dia no qual o episódio foi exibido. O EP debutou na primeira posição no Billboard 200, com 158 mil cópias vendidas em sua semana de estréia nos Estados Unidos.
Embora nenhuma das faixas tenha sido lançada como single, todas as seis posicionaram na Billboard e na Canadian Hot 100.

## Faixas
| N.º | Título                                              | Compositor(es)                  | Artista original                        | Duração |  |
| 1.  | "Faithfully"                                        | Jonathan Cain                   | Journey                                 | 4:33    |  |
| 2.  | "Any Way You Want It / Lovin', Touchin', Squeezin'" | Steve Perry, Neal Schon / Perry | Journey                                 | 3:07    |  |
| 3.  | "Don't Stop Believin'" (versão das regionais)       | Cain, Perry, Schon              | Journey                                 | 3:41    |  |
| 4.  | "Bohemian Rhapsody" (feat. Jonathan Groff)          | Freddie Mercury                 | Queen                                   | 5:56    |  |
| 5.  | "To Sir, with Love"                                 | Don Black, Mark London          | Lulu                                    | 2:41    |  |
| 6.  | "Over the Rainbow"                                  | Harold Arlen, E.Y. Harburg      | Judy Garland, no filme The Wizard of Oz | 2:31    |  |

## Solos vocais
- Lea Michele (Rachel) - "Faithfully", "Any Way You Want It / Lovin', Touchin', Squeezin'", "Don't Stop Believin'" e "To Sir, with Love"
- Cory Monteith (Finn) - "Faithfully", "Any Way You Want It / Lovin', Touchin', Squeezin'", "Don't Stop Believin'" e "To Sir, with Love"
- Naya Rivera (Santana) - "Any Way You Want It / Lovin', Touchin', Squeezin", "Don't Stop Believin'", "To Sir, With Love"
- Amber Riley (Mercedes) - "Any Way You Want It / Lovin', Touchin', Squeezin", "Don't Stop Believin'", "To Sir, With Love"
- Chris Colfer (Kurt)  - "Any Way You Want It / Lovin', Touchin', Squeezin", "Don't Stop Believin'", "To Sir, With Love"
- Kevin McHale (Artie) - "Any Way You Want It / Lovin', Touchin', Squeezin", "Don't Stop Believin'", "To Sir, With Love"
- Jenna Ushkowitz (Tina) - "To Sir, with Love"
- Mark Salling (Puck) - "Any Way You Want It / Lovin', Touchin', Squeezin'", "Don't Stop Believin'" e "Over the Rainbow"
- Jonathan Groff (Jesse) - "Bohemian Rhapsody"
- Matthew Morrison (Will) - "Over the Rainbow"

## Paradas musicais
| Parada (2010)           | Melhor posição |
| ----------------------- | -------------- |
| Australian Albums Chart | 7              |
| Canadian Albums Chart   | 2              |
| Billboard 200           | 1              |
| Irish Albums Chart      | 1              |
| UK Albums Chart         | 2              |

## Vendas Mundiais
| Parada (2010)  | Melhor posição |
| -------------- | -------------- |
| Estados Unidos | 1.200.000+     |
| Brasil         | 60.000+        |
| Mundial        | 1.500.000+     |